# La Torre del Xirau
La Torre del Xirau és una torre de defensa habilitada com habitatge de Santa Susanna (Maresme) declarada bé cultural d'interès nacional.

## Descripció
Torre de defensa de planta circular i coronament amb restes dels permòdols de la corsera. La torre, annexa a una antiga masia reformada com a segona residència, ha estat envoltada per les noves edificacions d'una urbanització.

## Història
L'atreviment dels corsaris adquirí tanta intensitat que el rei Ferran el Catòlic ordenà que totes les poblacions de la costa es fortifiquessin per a prevenir les incursions. En moltes poblacions ja existien torres de defensa. Segons Mn. Pareda, la vila de Malgrat "ja fos per la seva manca de posició estratègica, ja per no estar fortificada, o per no constituir un nucli de residència, no ha sofert d'una manera directa ni fortament punyent, com altres poblacions de la mateixa comarca, els horrors de la guerra".